# 史文森嶺
70°11′S 64°29′E / 70.183°S 64.483°E
史文森嶺（英語：Svensson Ridge）是南極洲的山嶺，位於麥克羅伯特森地，屬於查爾斯王子山脈中阿索斯山脈的一部分，根據澳大利亞探險隊的測量和空中照片繪入地圖，現時由南極條約體系管理。